# 歐仁妮·德·蒙提荷
蒙提荷的歐仁妮（法語：Eugénie de Montijo，1826年5月5日—1920年7月11日）是法蘭西第二帝國皇帝拿破仑三世的妻子和法国最后一位皇后和首任第一夫人。
歐仁妮来自西班牙一个沒落贵族家庭，自幼年時起便以美貌而聞名。1849年，歐仁妮與母親前往倫敦、巴黎等地旅行，她在愛麗舍宮的一次舞會中與時任法國總統路易·拿破崙·波拿巴相識，兩人很快產生了情愫。1853年，她和剛剛稱帝的拿破仑三世分別在杜伊勒裡宮與巴黎聖母院舉辦了盛大的婚禮，歐仁妮成為了法國末代皇后。婚后，她生下一個嬰兒即她的獨子拿破崙四世。
歐仁妮皇后在藝術時尚領域頗有才華，她致力於恢復路易十六時代的宮廷風格，且引領著當時的潮流，據說她從未穿過同一件衣服兩次。同時她在政府事務中也保持著較強的影響力，並經常於拿破崙三世不在首都期間主持內閣會議，拿破崙三世也很樂於向她咨詢國事方面的建議。1870年普法戰爭爆發，拿破崙三世親赴前線御駕親征，歐仁妮皇后留在巴黎攝政。隨著戰事不利於法軍，拿破崙三世曾想返回首都卻被歐仁妮勸阻，從而失去了對巴黎政局的掌控。歐仁妮攝政期間獨攬大權頻繁地發號施令，她組建了以八里橋伯爵為首的保守派內閣，又任命巴讚元帥為前線總司令，繼續進行著戰爭。不久法軍在色當慘敗，皇帝拿破崙三世被俘的消息傳到了巴黎，共和派領導民眾推翻了第二帝國，歐仁妮皇后及隨從流亡海外，其後與拿破崙三世在英國重聚。1873年，拿破崙三世逝世。緊接著1878年，她唯一的儿子在南非祖魯戰爭中意外阵亡。歐仁妮皇后深受打擊，漸漸開始了隱居的生活，直到1920年自己去世，享耆壽94歲。
歐仁妮皇后对法国的时尚歷史文化影響深遠。她提拔設計師Charles Worth和路易·威登。她也佩戴當時年轻的珠宝品牌卡地亞和宝诗龙。